# Tāmati Wāka Nene

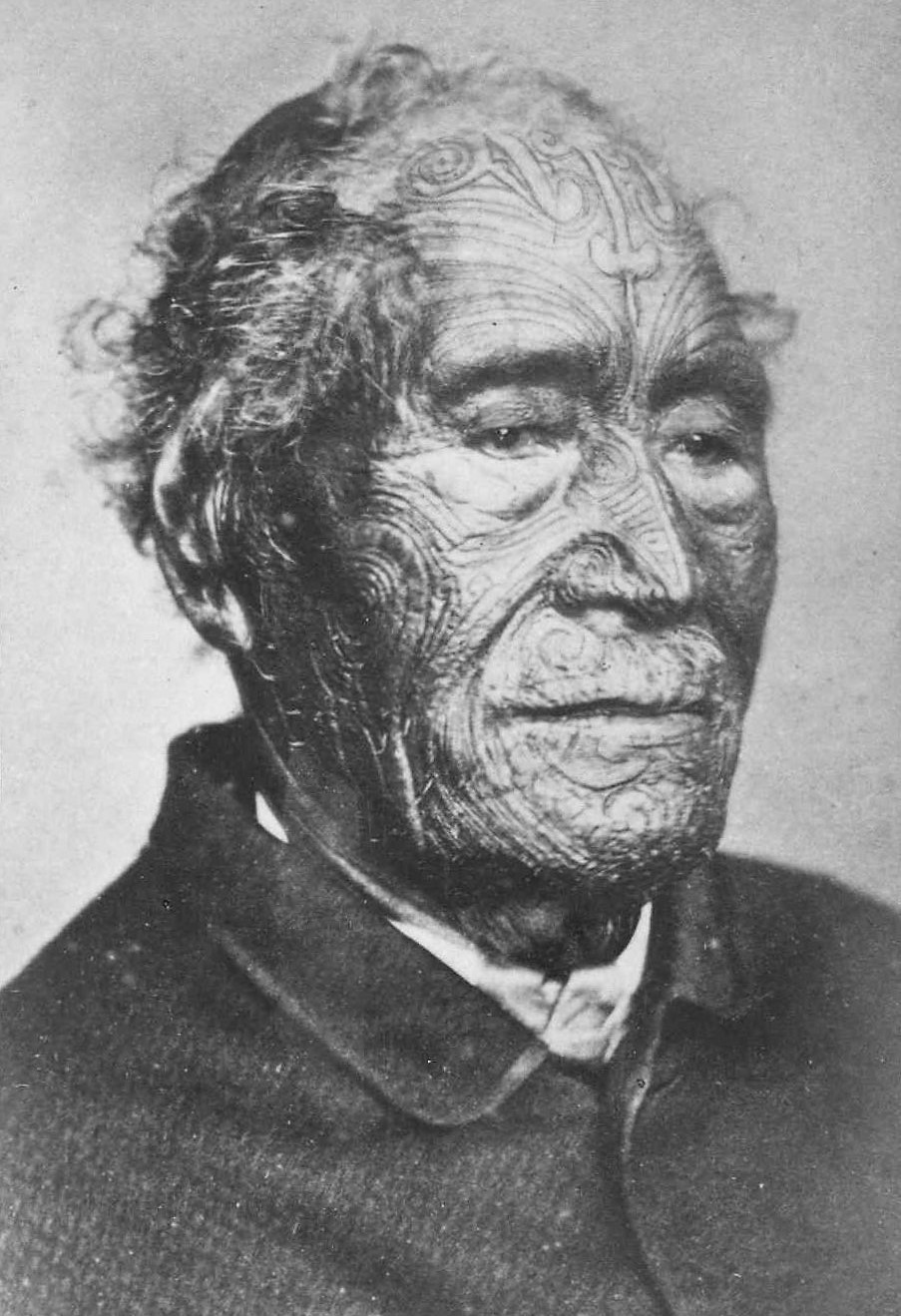
Tāmati Wāka Nene, ca. 1870

Tāmati Wāka Nene  (Thomas Walker Nene; * 1785; † 4. August 1871) war ein Māori-Stammesführer, der im Fahnenmastkrieg, dem ersten Abschnitt der Neuseelandkriege, auf der Seite der Briten kämpfte.

## Herkunft und Mana
Tāmati Wāka Nenes Herkunft ist von hohem Rang. Er stammt aus hochangesehenen Māori-Familien aus Tai Tokerau, Bay of Islands und der Region um den Hokianga Harbour auf der Nordinsel Neuseelands. Er war verwandt mit Hongi Hika und konnte seine Ahnen bis zurück zu Rāhiri, dem Gründer des Iwi der Ngāpuhi, belegen. Er stieg auf zu einem der Kriegsherren der Ngāpuhi und spielte eine wichtige Rolle in den Musketenkriegen 1818 bis 1820.
Nene unternahm einen erfolgreichen Plünderfeldzug von Nord nach Süd über die ganze Nordinsel Neuseelands bis hinunter zur Cookstraße. Andererseits verhinderte er 1828 einen Krieg zwischen den Māori der Bay of Islands und der Hokianga-Region. Nachdem sein älterer Bruder in die Gegend des heutigen Auckland gezogen und einer der obersten Führer der Māori an den Folgen einer Kriegsverletzung gestorben war, war Nene einer der drei mächtigsten Māori-Führer der nördlichen Nordinsel.

## Unterstützung für den Vertrag von Waitangi
Schon früh erkannte Nene die Bedeutung des Handels mit Pākehā und nutzte seine Position, um sowohl Händler als auch methodistische Missionare zu fördern und zu beschützen. Er selbst wurde im Jahre 1839 bekehrt und nahm den Namen Thomas Walker oder auch Tāmati Wāka an. Er arbeitete eng mit James Busby, einem Briten, zusammen, um das Verhältnis zwischen Māori und Europäern zu verbessern. 1835 war er einer der Unterzeichner der Erklärung zur Unabhängigkeit Neuseelands und damit der United tribes (Vereinigte Stämme).
Die Verhandlungen führten schließlich dazu, dass der Vertrag von Waitangi aufgesetzt wurde, und Nene überzeugte viele Stammesführer von der Richtigkeit dieses Vertrags. Wahrscheinlich hatte er die Bedeutung des Dokuments aber zu wörtlich verstanden, denn es erscheint sehr unwahrscheinlich, dass er freiwillig hatte Macht abgeben wollen.
In den Folgejahren nach dem Vertrag, also nach 1840, verlor seine Heimat erheblich Staatseinnahmen und dadurch an Einfluss. Die Hauptstadt Neuseelands wurde nach Auckland verlegt, Zölle durften nicht mehr erhoben werden, und der wirtschaftliche Nutzen des Kauri-Baums fiel weg, weil dieser nicht mehr gefällt werden durfte.
Viele der Stammesführer des Nordens hegten zunehmende Zweifel am Vertrag von Waitangi, Nene ebenso wie beispielsweise Hone Heke. Trotzdem wollte Nene lieber weiter verhandeln und hoffte das Beste. Er gab Gouverneur Fitzroy das Versprechen, dass der Frieden halten werde. So war Hone Hekes viertes Fällen des britischen Fahnenmastes von Russell ein schwerer Affront gegen die Autorität und Person Nenes.

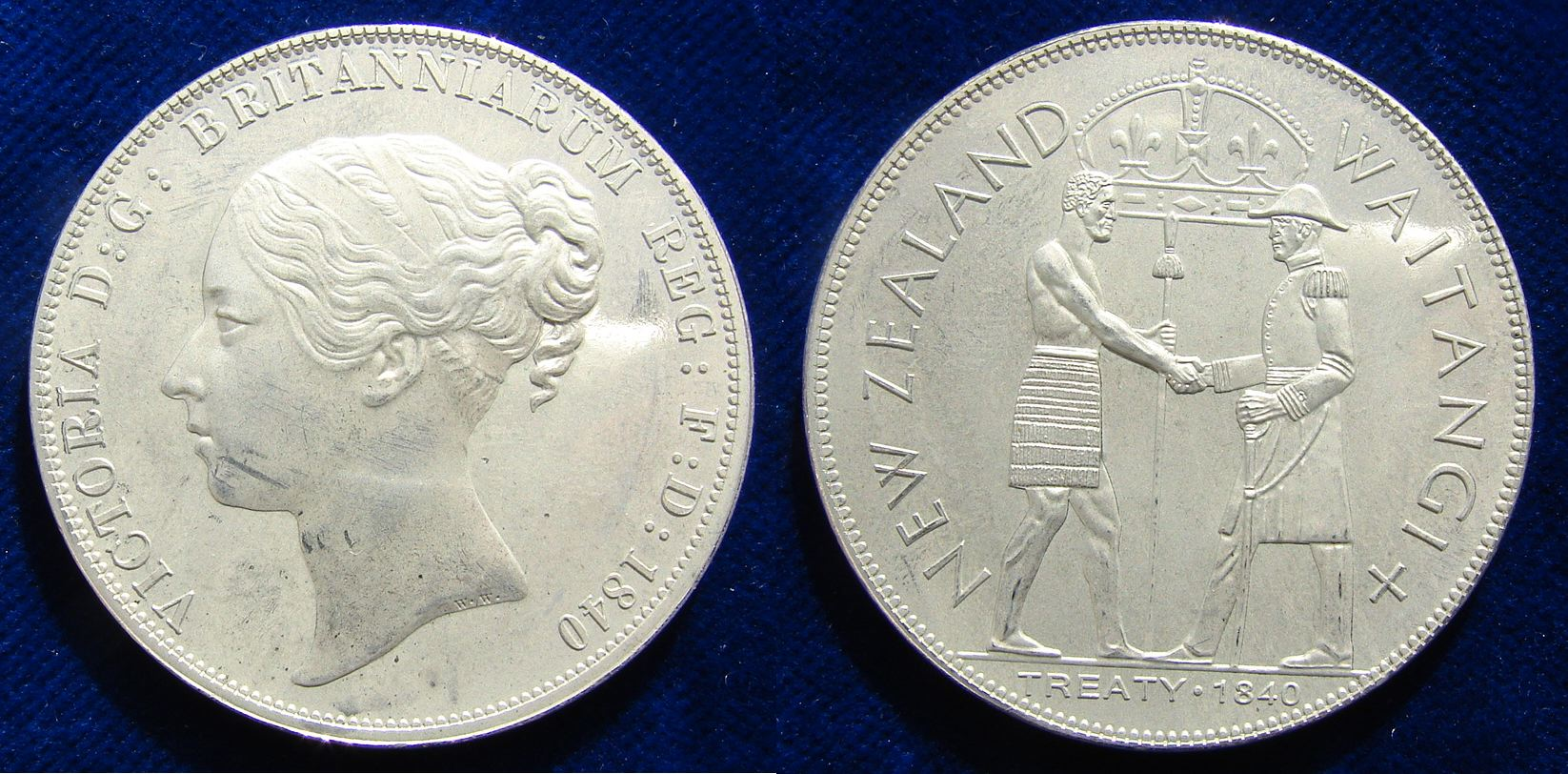
Retro Pattern Crown: Tamati Waaka Nene und Gouverneur Hobson reichen sich die Hand in Waitangi am 6. Februar 1840 zur Besiegelung des Vertrages zwischen Queen Victoria und den Häuptlingen der Maoris

## Teilnahme an den Neuseelandkriegen
Nene hatte seinen Krieg gegen Heke bereits begonnen, als britische Truppen die Szenerie erreichten. Sie kämpften Seite an Seite, als Verbündete trotz völlig gegensätzlicher Absichten und Ziele. Nene beschrieb den britischen Kommandeur der Schlacht von Ohaeawai, Colonel Despard, als „einen sehr dummen Menschen“. Despard sagte wiederum: „Wenn ich Hilfe von den Wilden brauche, gebe ich Bescheid.“ Die Geschichte gibt eher Nene Recht. Hone Heke wurde nur ein einziges Mal wirklich geschlagen, in Te Ahu Ahu am 12. Juni 1845, und zwar von Nene und ohne britische Hilfe.
Danach zeigten sich Ruapekapeka, Heke und Kawiti, grundsätzlich unbesiegt, bereit, Frieden zu schließen. Es war Tāmati Wāka Nene, den sie wegen eines Friedensvertrags ansprachen und auch mit ihm aushandelten. Nene ging danach nach Auckland und verkündete der Regierung, der Krieg sei vorüber. Die Briten waren in diesen Prozess gar nicht eingebunden.

## Kolonisation
Die Regierung Neuseelands verlor hierdurch beträchtlich an Autorität im Norden, im Gegensatz zu Wāka Nene. Er und Hone Heke waren die beiden anerkanntesten Figuren in der Tai Tokerau-Region. Er erhielt eine Pension von einhundert Pfund pro Jahr und ein Haus in Kororareka, Russell. Er fungierte auch weiterhin als Berater der Regierung.
Als George Grey zum Ritter geschlagen wurde, wählte er Nene als einen seiner zeremoniellen Knappen.
Tāmati Wāka Nene starb am 4. August 1871 und wurde in Russell beigesetzt. Der damalige Gouverneur, George Bowen, sagte, Nene tat mehr als jeder andere Māori zur Unterstützung der Kolonialisierung Neuseelands und zur Etablierung der Autorität der britischen Krone.